# Нікола Робертс
Нікола Марія Робертс (англ. Nicola Maria Roberts; нар. 5 жовтня 1985, Стамфорд, Велика Британія) — британська співачка, автор пісень, акторка, модель і підприємець. Популярність прийшла до Робертс у 2002 році після того, як вона стала учасницею жіночого поп-гурту Girls Aloud в реаліті-шоу Popstars: The Rivals. Із Girls Aloud Робертс видала двадцять один сингл (всі вони увійшли в першу десятку UK Singles Chart, чотири сингли займали першу сходинку), п'ять студійних альбомів, один збірник найкращих хітів і два альбоми реміксів (два альбоми займали першу сходинку в UK Albums Chart), а також була п'ять разів номінована на Brit Awards, вигравши в номінації «Найкращий сингл» за пісню «The Promise». У 2009 році Girls Aloud оголосили, що зроблять перерву, щоби зайнятися сольними проектами. Робертс записала сольний альбом Cinderella's Eyes, який був виданий 26 вересня 2011 року.
Також Нікола Робертс створила власну лінію косметики Danity Dall, орієнтовану на людей з блідою шкірою, і брала участь в зйомках документального фільму про шкідливість засмаги для BBC Three.

## Життя та кар'єра

### 1985—2001: Ранні роки таPopstars
Нікола Робертс народилася в Стамфорді, Лінкольншир і виросла в Ранкорні, Чешир. У неї є сестра — Френкі, і два брати — Гаррісон та Клейтон. Робертс почала свою музичну кар'єру із виступів у складі дівочого поп-гурту The 5 Musketers на місцевій дискотеці. Також вона відвідувала танцювальну школу.
У 2002 році Нікола пройшла кастинг на реаліті-шоу телеканалу ITV Popstars: The Rivals. Програма показувала створення двох противоборствуючих гуртів — «хлопчачого» та «дівочого», кожний з яких складалася з п'яти членів. Потім створенні гурти конкурували між собою за перше місце в UK Singles Chart. Декілька тисяч осіб взяли участь в кастингах в усій Великій Британії в надії стати учасниками реаліті-шоу. Журі — британський продюсер Піт Вотерман, ірландський музичний менеджер Луіс Волш та співачка Джері Голлівелл — вибрали десять дівчат і десять юнаків як фіналістів. Спочатку Нікола Робертс не увійшла в фінальну десятку, але пізніше була вибрана на заміну Ніколи Ворд, яка вирішила відмовитись від участі в шоу.

### 2002—2009: Girls Aloud
30 листопада 2002 року Нікола Робертс, Надін Койл, Сара Гардінг, Кімберлі Волш та Шерил Коул створили новий гурт Girls Aloud за результатами глядацького голосування. Дебютний сингл гурту Sound of the Underground досяг першого місця в UK Singles Chart. Girls Aloud проводили запис синглу протягом найкоротшого часу між утворенням гурту та досягнення першого місця в чарті. Гурт видав свій дебютний альбом, Sound of the Underground, 23 травня 2003 року, який стартував в чартах з другої сходинки і в тому ж році отримав статус платинового.
Починаючи з 2003 року, Girls Aloud видали ще двадцять синглів — всі вони увійшли в першу десятку UK Singles Chart, п'ятнадцять з них досягли першої п'ятірки. Сингли «I'll stand by you», «Walk this way» та «The Promise» займали перше місце. Два їхніх альбоми досягали першої сходинки в UK Albums Chart (збірник найкращих хітів The Sound of Girls Aloud: Greatest Hits та Out of Control), обидва увійшли в чарт з першого місця. Girls Aloud були п'ятикратно номіновані на Brit Awards та виграли у 2009 році в номінації «Найкращий сингл» за пісню «The Promise».
Girls Aloud стали одним з небагатьох успішних проектів реаліті-шоу і сколотили капітал в 25 мільйонів фунтів стерлінгів в травні 2009 року. У 2007 році Книга рекордів Гіннесса назвала Girls Aloud «найуспішнішим гуртом з реаліті-шоу».
У 2009 році Girls Aloud вирішили, що візьмуть річну перерву, щоби зайнятися сольними проектами, але возз'єднаються у 2010 році для нового студійного альбому. У серпні 2010 року Робертс сказала, що возз'єднання гурту навряд чи відбудеться раніше 2012 року.

### 2010— наш час: сольна кар'єра
У 2010 році в пресі з'явились повідомлення про те, що Нікола Робертс втомилася чекати возз'єднання Girls Aloud і почала роботу над сольним матеріалом. У грудні того ж року було підтверджено, що Робертс уклала сольний контракт із Universal.
Перший сольний сингл Ніколи Робертс, «Beat of my Drum», був виданий 5 червня 2011 року. Нікола описала його як «пісню, під яку усі можуть танцювати і підспівувати їй» і відмітила також, що для неї було дуже важливо записати пісню, не схожу на щось інше. Сингл досяг двадцять сьомої сходинки в UK Singles Chart.
Сольний альбом Ніколи, що отримав назву Cinderella's Eyes, був виданий 26 вересня. Соліст британського гурту Metronomy Джозеф Маунт, що записав дует з Робертс, заявив, що її альбом стане великою несподіванкою. Сама Робертс сказала, що дуже нервує перед випуском альбому, тому що була співавтором усіх пісень, і альбом вийшов дуже особистим. Також вона відмітила, що в альбому «дуже британське звучання». Піковою позицією у UK Albums Chart для Cinderella's Eyes стало сімнадцяте місце. Альбом також отримав великий успіх в музичних критиків.
10 липня на своїй сторінці в Twitter Нікола оголосила, що другим синглом стане пісня «Lucky Day», і він буде виданий 18 вересня. Сингл досягнув лише сорокової сходинки в чарті. У вересні стало відомо, що пісня «Yo-Yo» буде третім синглом з альбому і реліз відбудеться 9 січня.

## Дискографія

### Сольна дискографія
Альбоми:
- Cinderella's Eyes (2011)

Сингли:
- «Beat of my Drum» (2011)
- «Lucky Day» (2011)
- «Yo-Yo» (2012)